# Cheliderpeton vranyi
Il cheliderpeton (Cheliderpeton vranyi), noto anche come chelidosauro (Chelidosaurus), è un anfibio estinto appartenente ai temnospondili, vissuto nel Permiano inferiore (circa 280 milioni di anni fa). I suoi resti sono stati rinvenuti in Europa.

## Descrizione
Questo animale era di medie dimensioni, e non superava il metro di lunghezza. Il cranio, negli esemplari adulti, raggiungeva i 20 centimetri. Cheliderpeton era dotato di un cranio relativamente largo nella parte posteriore e piuttosto stretto anteriormente se visto dall'alto. Una caratteristica unica di questo animale era data dalla parte posteriore del quadratojugale espansa, che in vista dorsale di sovrapponeva all'osso quadrato. Rispetto all'affine Glanochthon, Cheliderpeton possedeva un muso più arrotondato, un'incisura otica lunga e stretta e un ilio di dimensioni ridotte, con una parte dorsale corta ed espansa. Cheliderpeton era anche ben distinguibile da Intasuchus, poiché quest'ultimo possedeva un muso più stretto e orbite più allungate.
Il corpo era dotato di numerose scaglie dermiche inferiori a forma di aghi, che proteggevano il ventre e andavano a formare una superficie pressoché continua. L'omero era corto e robusto, anche se non così robusto come quello degli eriopidi. Anche il femore era di struttura massiccia.

## Paleobiologia

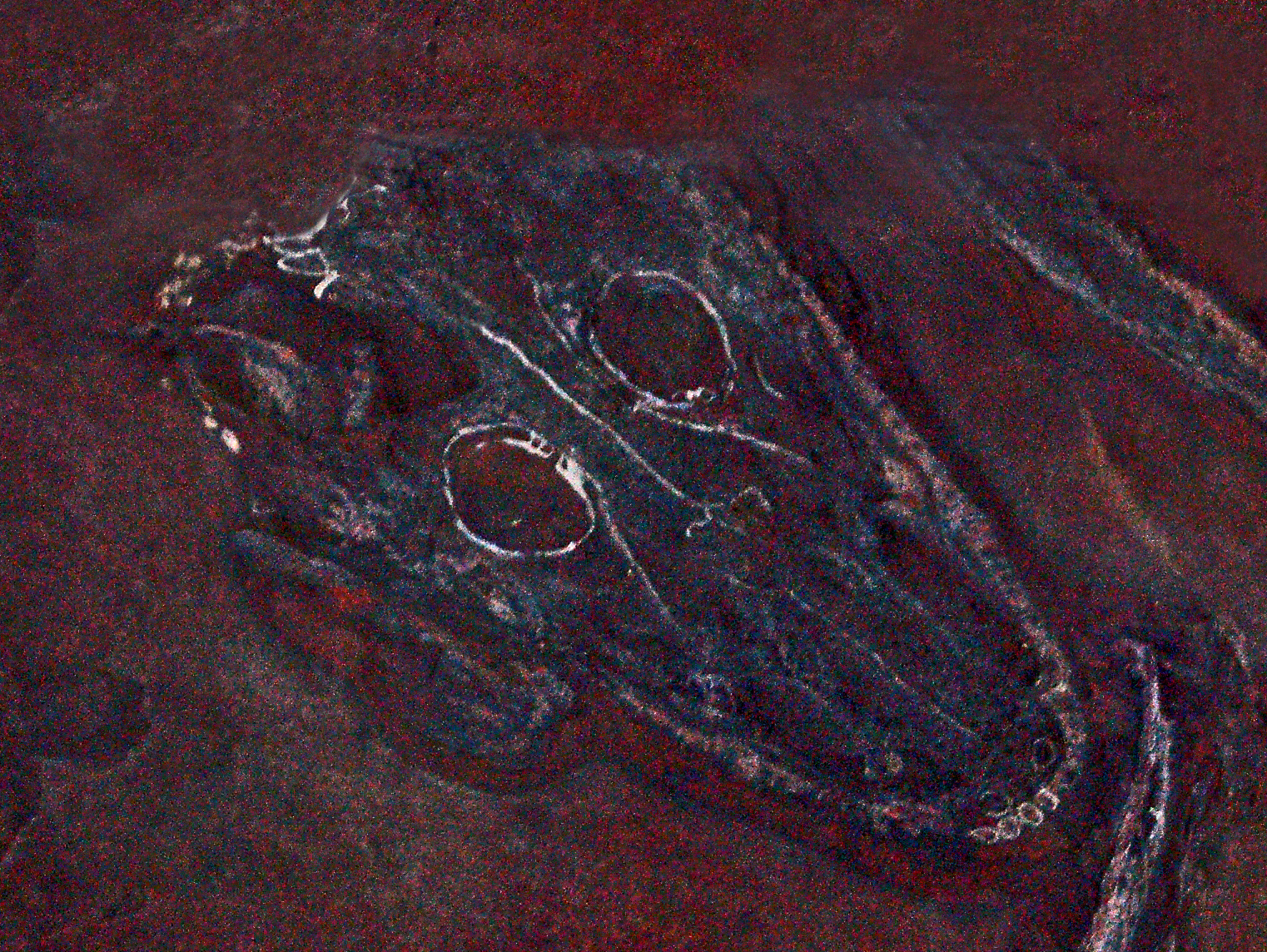
Fossile di Chelyderpeton vranyi

Il corpo allungato, le zampe corte e la testa grossa denotano il cheliderpeton come un grande predone semiacquatico, abituato a vivere a stretto contatto delle paludi che, ancora nel Permiano inferiore, erano comuni in gran parte dell'Europa. La testa era dotata di un'ampia bocca armata di grandi denti, che lo denotano come un vorace predatore. Il cheliderpeton doveva essere molto vicino al vertice della catena alimentare del suo habitat. Tra i vari animali di cui si cibava sicuramente vi erano i primitivi pesci paleonisciformi e piccoli tetrapodi primitivi, come Discosauriscus. Stretti parenti del cheliderpeton esistevano anche in Nordamerica, ad esempio Eryops.